# The Cat and the Fiddle
The Cat and the Fiddle is een Amerikaanse musicalfilm uit 1934 onder regie van William K. Howard. De film is gebaseerd op de gelijknamige musical die in 1931 en 1932 te zien was op Broadway. Destijds werd de film in Nederland uitgebracht onder de titels De Kat en de Viool en Liefde en Muziek.

## Verhaal
Victor Florescu is een componist en pianist die op de vlucht slaat voor een café-eigenaar uit Brussel, die hij nog geld schuldig is. Hij houdt zich schuil in een taxi, waar hij zangeres Shirley Sheridan ontmoet. Shirley is een toerist in New York die hij later opnieuw tegen het lijf loopt in een pension. Hij is op dat moment druk bezig met het schrijven van een operette voor de welvarende Jules Daudet. Het moment dat hij haar ziet, vergeet hij zijn verplichtingen en brengt de avond met haar door.
Terwijl hij haar zijn kunsten demonstreert op de piano, ontwikkelt Shirley gevoelens voor hem en is dan ook in de war als hij plotseling vertrekt. Ze reist de hele stad door in de hoop hem te vinden. Ondertussen weigert Daudet naar het werk van Victor te luisteren, omdat hij de operette niet op tijd inlevert. Maar als hij krijgt te horen dat hij de avond heeft doorgebracht met een vrouw en daarom met zijn gedachtes ergens anders was, vergeeft hij hem.
Tijdens zijn auditie bij Daudet, duikt plotseling Shirley op. Daudet is niet onder de indruk van Victor, maar wordt meegesleept door de stem van Shirley en biedt haar een publicatie van haar lied aan. Als hij vervolgens met haar probeert te flirten, realiseert ze zich wat ze daarvoor zou moeten doen en slaat het aanbod af. Nog dezelfde avond verklaren Victor en Shirley elkaar de liefde. Daudet is echter vastberaden haar het hof te maken en probeert zijn concurrentie uit te schakelen door Victor naar Parijs te sturen.
Geheel tot iedereens verrassing weigert Victor te gaan en geeft hiermee zijn kans op instant succes op. Enige tijd later vertrekt hij toch naar Parijs, maar met Shirley aan zijn zijde. Daar bereidt hij een show voor. Shirley raadt hem aan operazanger Odette Brieux te vragen voor de ster ervan, maar Victor kan dit niet realiseren omdat hij geen inspiratie heeft een opera te schrijven. Hij voelt zich in de schaduw staan van het succes van zijn vrouw en kondigt aan terug te keren naar Brussel.
Als Daunet hem vertelt dat aan Shirley's carrière een einde zal komen indien ze met Victor terug naar Brussel gaat, doet Victor alsof hij niet meer van haar houdt zodat ze de relatie beëindigt. Hij keert alleen terug naar Brussel en schrijft daar zijn eerste opera The Cat and the Fiddle. Deze gaat met hulp van Odette's man Rudy in première. Als Rudy Victor ziet zoenen met Odette, weigert hij de opera nog langer te financieren. Shirley was inmiddels verloofd met Daunet maar verlaat hem om haar ex-vriend te helpen. Ze besluit zelf Victors opera te financieren en erin te zingen en het resultaat wordt een enorm succes.

## Rolverdeling
| Acteur                | Personage                |
| --------------------- | ------------------------ |
| Ramón Novarro         | Victor Florescu          |
| Jeanette MacDonald    | Shirley Sheridan         |
| Frank Morgan          | Jules Daudet             |
| Charles Butterworth   | Charles                  |
| Jean Hersholt         | Professor Bertier        |
| Vivienne Segal        | Odette Brieux            |
| Frank Conroy          | Eigenaar van het theater |
| Henry Armetta         | Taxichauffeur            |
| Adrienne D'Ambricourt | Conciërge                |
| Joseph Cawthorn       | Rodolphe 'Rudy' Brieux   |

## Achtergrond
De film betekende voor Jeanette MacDonald haar debuut bij Metro-Goldwyn-Mayer. Ze wilde per se haar doorbraak maken zonder hulp van studiohoofden Louis B. Mayer of Irving Thalberg. Ze had dan ook al de vrouwelijke hoofdrol in The Prisoner of Zenda af, een film die uiteindelijk pas in 1937 werd uitgebracht. Wel accepteerde ze de rol in The Cat and the Fiddle, wat voor Metro-Goldwyn-Mayer de vierde film uit 1934 was met een groot budget. Vivienne Segal was een musicalactrice die ooit uitsluitend hoofdrollen vertolkte, maar het hierin moest doen met een bijrol. De gelimiteerde tijd dat ze te zien is in beeld, is volgens Segal volledig te danken aan MacDonald. Ze vertelde later dat het de film was die een einde maakte aan haar carrière.
MacDonald had een imago dat ze regelmatig een affaire kreeg met haar tegenspelers. Bij Ramón Novarro was dat niet het geval. Desondanks is er nooit iets teruggevonden dat suggereert dat ze niet met elkaar overweg konden. Toen de film in februari 1934 werd uitgebracht, kreeg het gemengde reacties. Variety gaf enkel lof aan de muziek, terwijl The New York Times het een 'charmante en spontane film' noemde. In de periode dat het werd uitgebracht genoot MGM nog van het succes van Dancing Lady (1933). The Cat and the Fiddle werd daarentegen geen succes en verloor uiteindelijk $142.000. Desondanks had de studio plannen Novarro en MacDonald in een reeks musicalfilms te laten meespelen, maar dit werd nooit gedaan.